# Ideopsis ditiones
Ideopsis ditiones är en fjärilsart som beskrevs av Hans Fruhstorfer 1911. Ideopsis ditiones ingår i släktet Ideopsis och familjen praktfjärilar. Inga underarter finns listade i Catalogue of Life.